# Michael Philipp (Historiker)
Michael Philipp (* 1962) ist ein deutscher Historiker, Literaturwissenschaftler und Chefkurator des Museum Barberini in Potsdam.

## Leben und Wirken
Er studierte Sozial- und Wirtschaftsgeschichte, Neuere Geschichte und Literaturwissenschaft in Hamburg und war nach der Promotion 1992 wissenschaftlicher Mitarbeiter der Walter-A.-Berendsohn-Forschungsstelle für deutsche Exilliteratur an der Universität Hamburg. Danach arbeitete er von 1995 bis 2005 als Lektor und Redakteur bei Verlagen in Amsterdam und in Berlin.
Von 2007 bis 2016 war er Kurator des Bucerius Kunst Forums in Hamburg und wechselte dann im September 2016 als Kurator an das neue Museum Barberini in Potsdam. Seit 2018 gehört er auch dem wissenschaftlichen Beirat des Archivs der deutschen Jugendbewegung an.

## Publikationen (Auswahl)
- „Vom Schicksal des deutschen Geistes“, Wolfgang Frommels Rundfunkarbeit an den Sendern Frankfurt und Berlin 1933–1935 und ihre oppositionelle Tendenz. Verlag für Berlin-Brandenburg 1995, ISBN 3-930850-06-0.
- Nicht einmal einen Thespiskarren. Exiltheater in Shanghai 1939–1947. Hamburger Arbeitsstelle für Deutsche Exilliteratur 1996, ISBN 3-9802151-2-1.
- „Persönlich habe ich mir nichts vorzuwerfen. Politische Rücktritte in Deutschland von 1950 bis heute“. Süddeutsche Zeitung (Hrsg.) 2007, ISBN 3-86615-485-2.
- (mit Ortrud Westheider) (Hrsg.): Gerhard Richter. Bilder einer Epoche, Bucerius Kunstformun, Hamburg, 2011.
- „Dürfen Kommunisten träumen? Die Galerie im Palast der Republik. Eine Dokumentation“. Prestel Verlag 2017, ISBN 3-7913-5746-8.
- (mit Ortrud Westheider) (Hrsg.): Hinter der Maske. Künstler in der DDR. Prestel Verlag 2017, ISBN 978-3-7913-5694-5
- (mit Ortrud Westheider und Daniel Zamani) (Hrsg.): Sonne. Die Quelle des Lichts in der Kunst. Prestel Verlag 2023, ISBN 3-7913-7964-X.
- (mit Ortrud Westheider und Daniel Zamani) (Hrsg.): Wolken und Licht. Impressionismus in Holland. Prestel Verlag 2023, ISBN 978-3-7913-9104-5.